# Municipio de Dumarce
El municipio de Dumarce (en inglés: Dumarce Township) es un municipio ubicado en el condado de Marshall en el estado estadounidense de Dakota del Sur. En el año 2010 tenía una población de 44 habitantes y una densidad poblacional de 0,56 personas por km².

## Geografía
El municipio de Dumarce se encuentra ubicado en las coordenadas 45°47′25″N 97°24′24″O / 45.79028, -97.40667. Según la Oficina del Censo de los Estados Unidos, el municipio tiene una superficie total de 78.9 km², de la cual 71,11 km² corresponden a tierra firme y (9,88 %) 7,8 km² es agua.

## Demografía
Según el censo de 2010, había 44 personas residiendo en el municipio de Dumarce. La densidad de población era de 0,56 hab./km². De los 44 habitantes, el municipio de Dumarce estaba compuesto por el 97,73 % blancos, el 2,27 % eran amerindios. Del total de la población el 0 % eran hispanos o latinos de cualquier raza. Para el año 2024 la población se encuentra en un estancamiento.